# 関東 (工作艦)
関東（かんとう）は、大日本帝国海軍の工作艦。元は日露戦争で捕獲したロシア汽船「マンチュリア」 (ロシア語：Маньчжурия、6,193総トン、見積り価格842,525円) である。
関東と名のつく地名は国内外に何カ所かあるが、中国遼東半島一帯の地を指した関東州が艦名になった。

## ロシア船名について
ロシア船名「マニジューリヤ」は満州の意味で、日本側資料では英語読みの「マンチュリア」表記が多い。同じく日露戦争劈頭に日本側が拿捕した同名の汽船があり、そちらが「満州丸」と命名された（後の通報艦「満州」）。

## 艦歴
- 1900年 3月 - デンマーク・コペンハーゲン、Burmeister&Wainでロシア汽船「マニジューリヤ」として竣工。
- 1904年 (明治37年)
  - 2月9日 - 旅順港沖航行中、日本軍に拿捕される。
  - 4月7日 - 「関東丸」と仮命名[12][13]。工作船として整備。
  - 7月6日 - 連合艦隊付属。
- 1905年 (明治38年)
  - 2月14日 - 「関東丸」に正式命名、横須賀鎮守府籍[4][14]。
  - 8月 - 大泊港付近にて「ノーウィック」（後の通報艦鈴谷）の浮揚作業に従事。
- 1906年 (明治39年) 3月23日 - 工作船となる。
- 1908年 (明治41年) 7月11日 - 横須賀港務部付属。

青島の戦いの際、1914年 (大正3年) 9月30日に触雷した水上機母艦「若宮丸」の応急修理を実施。また、「関東丸」は陸上に設けられた海軍機の基地の桟橋を作った。10月2日には敵機の爆撃を受けたが、投下された爆弾2発は外れた。
- 1915年 (大正4年) 
  - 5月 - メキシコ沖で座礁した装甲巡洋艦浅間を浮揚作業。
  - 8月23日 - 船名を「関東」に改称[8][16]。
- 1918年 (大正7年) 9月 -マルタに進出して第一次世界大戦戦利艦配分を受けた旧ドイツ潜水艦を整備の上､随伴して日本へ回航。
- 1920年 (大正9年) 4月1日 - 特務艦類別等級が制定され、「関東」は工作艦に類別された[3]。
- 1923年 (大正12年) 
  - カムチャツカ沖で前年に座礁沈没した防護巡洋艦「新高」の解体及び遺体の回収に従事。
  - 10月1日 - 第2予備特務艦。
- 1924年 (大正13年)
  - 3月1日 - 第1予備特務艦。
  - 4月1日 - 在役特務艦。
  - 12月12日 - 福井県下糠浦海岸（越前海岸河野村〈現南越前町糠〉沖）の二ッ栗岩に激突し沈没、便乗者を含め99名が死亡。
- 1925年 (大正14年) 3月1日 - 除籍[6]。特務艦類別等級表からも削除された[17]。

## 艦長
※『日本海軍史』第9巻・第10巻の「将官履歴」に基づく。階級は就任時のもの。

### 艦長
- 中尾雄 大佐：1904年10月6日 - 1905年1月12日

### 指揮官
- 佐多直蔵 少佐（期間不明）[18]
- 茶山豊也 大佐：1906年4月1日 - 10月20日
- 秀島七三郎 大佐：1907年5月30日 - 10月15日
- 上野亮 中佐：1907年12月11日 - 1908年7月11日
- 小黒秀夫 中佐：1909年1月25日 - 6月23日
- （兼）真野巌次郎 大佐：1912年6月28日 - 7月9日
- 真野巌次郎 大佐：1912年7月9日 - 7月31日
- 平田得三郎 大佐：1913年2月19日 - 1914年3月5日
- 丸橋彦三郎 大佐：1914年3月5日 - 12月1日
- 犬塚助次郎 中佐：1914年12月1日 - 1915年2月18日
- 河野左金太 大佐：1915年2月18日 - 9月13日
- 犬塚助次郎 中佐：1915年9月13日 - 1916年12月1日
- 岡村秀二郎 中佐：1916年12月1日 - 1917年12月1日
- 宮村暦造 中佐：1917年12月1日 - 1918年9月10日
- 豊島二郎 中佐：1918年9月10日[19] - 12月1日[18][20]
- 福村篤男 大佐：1918年12月1日[20] - 12月11日[21]
- 今泉哲太郎 大佐：1918年12月11日 - 1919年7月14日
- 石井祥吉 大佐：1919年7月14日[22] - 12月1日[18][23]
- 加賀藤吾 中佐：1919年12月1日[18][23] - 1920年1月8日[24]
- 吉富新八 中佐：1920年1月8日[24] -

### 特務艦長
- 吉富新八 中佐[18]：不詳 - 1921年9月17日[25]
- 七田今朝一 大佐：1921年9月17日 - 1922年6月15日
- 林清二 大佐：1922年6月15日[26] - 1922年11月20日[18][27]
- 内藤省一 大佐：1922年12月1日[18][28] - 1923年9月15日[29]
- 吉川真清 中佐：1923年9月15日[29] - 1923年12月1日[18][30]
- 是恒隆 中佐：1923年12月1日[18][30] - 1924年12月1日[31]
- 鳥野団一 中佐 1924年12月1日[32][31] - 1925年2月13日[33]